# Avant que l'ombre… À Bercy (spectacle)
Pour les articles homonymes, voir Avant que l'ombre... À Bercy.
Tournées par Mylène Farmer
Mylenium Tour Tour 2009
Avant que l'ombre... À Bercy est la quatrième série de concerts de Mylène Farmer. 
Soutenant l'album Avant que l'ombre..., elle se déroule exclusivement au Palais omnisports de Paris-Bercy du 13 au 29 janvier 2006, durant 13 soirs. Du fait de son infrastructure trop imposante (un rideau d'eau, une réplique des portes du baptistère Saint-Jean, un sarcophage de verre et une nacelle survolant le public, deux scènes – dont une centrale en forme de croix de Malte – reliées par une passerelle amovible...), le spectacle n'a pu être présenté dans le reste de la France.

Affichant complet en quelques semaines, cette série de concerts rassemblera 170 000 spectateurs.
L'album et la vidéo Avant que l'ombre... À Bercy paraissent le 4 décembre 2006.
Dès sa sortie, le CD se classe n°1 du Top Albums et est certifié disque d'or en France, où il dépasse les 200 000 ventes.

Le DVD du spectacle, certifié DVD de diamant dès sa sortie, connaît un succès encore plus important, avec 300 000 ventes en trois semaines. Il a depuis atteint les 500 000 exemplaires, devenant ainsi le record du DVD musical le plus vendu par une artiste française.

## Histoire

### Genèse
Après l'album Innamoramento (sorti en 1999 et certifié disque de diamant) et la tournée Mylénium Tour qui a suivi, Mylène Farmer produit en 2000 une jeune chanteuse, Alizée, pour qui elle écrira deux albums à succès, dont le tube international Moi... Lolita. En 2001, paraît sa première compilation qui inclut trois inédits, dont Les mots en duo avec Seal et C'est une belle journée. Écoulé à deux millions d'exemplaires, ce disque demeure la compilation la plus vendue pour une artiste française.

En 2003, elle publie son premier livre, Lisa-Loup et le Conteur, et une compilation de RemixeS, qui s'écoulent à plus de 100 000 exemplaires chacun,. Elle travaille ensuite pendant près d'un an sur un nouvel album avec Laurent Boutonnat, qu'ils souhaitent plus acoustique.

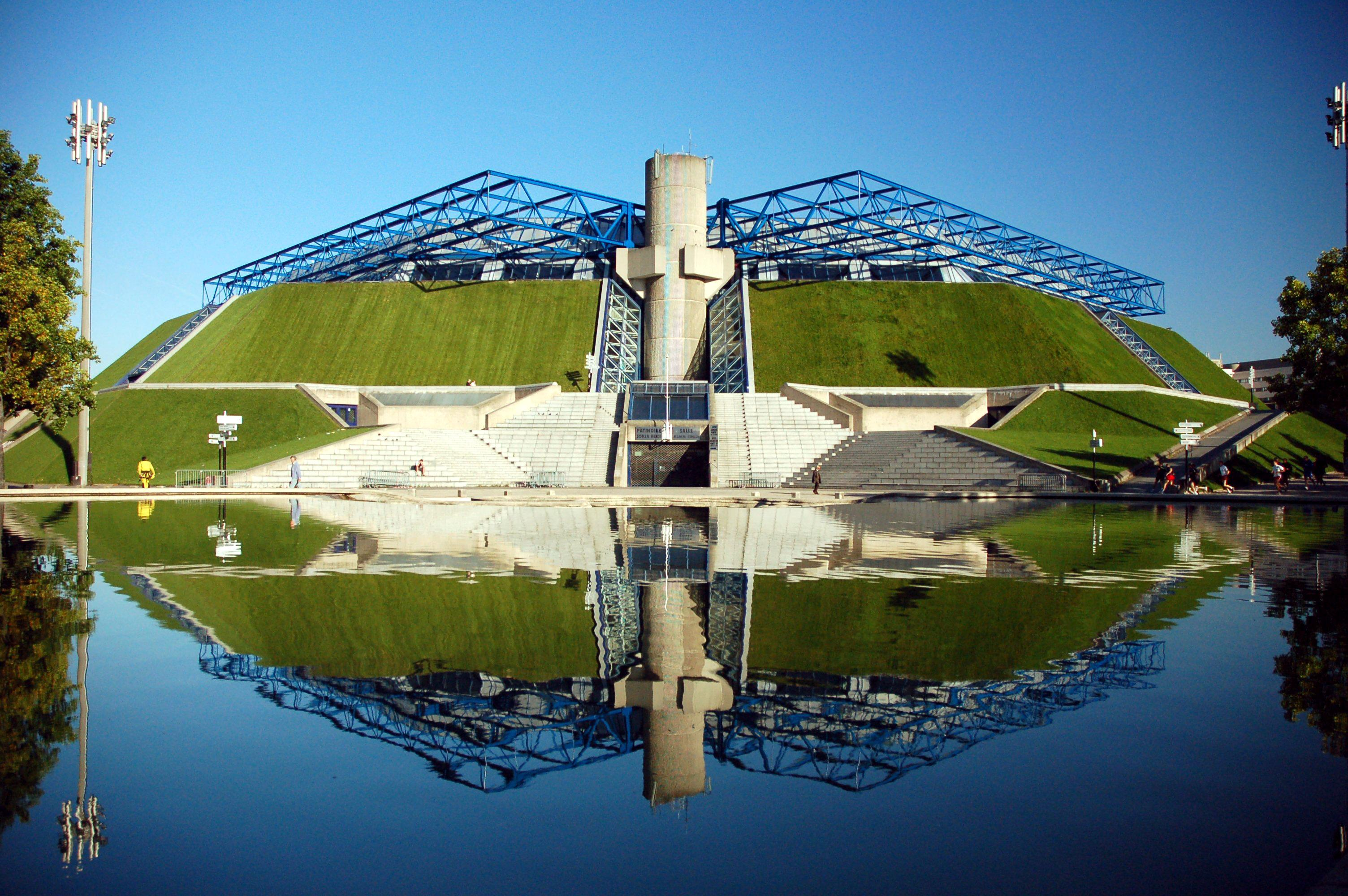
Le Palais omnisports de Paris-Bercy.

En décembre 2004, ils accordent une conférence de presse afin d'annoncer une série de 13 concerts intransportables au Palais omnisports de Paris-Bercy du 13 au 29 janvier 2006, ainsi que la sortie prochaine d'un album, Avant que l'ombre....

En quelques semaines, la série de concerts affiche complet, soit plus de 170 000 places vendues.
Précédé par le single Fuck Them All (classé n°2 au Top 50), l'album Avant que l'ombre... sort en avril 2005. Sans aucune promotion, il se classe directement à la première place des ventes et est certifié disque de platine en deux semaines pour plus de 300 000 ventes.
Deux autres singles suivent, Q.I. et Redonne-moi (qui atteignent tous les deux la 7e place du Top 50), avant que la chanteuse ne commence sa série de concerts.

### Conception
C'est la première fois que Mylène Farmer propose un spectacle qui ne partira pas en tournée, celui-ci étant conçu spécialement pour la salle de Bercy où la chanteuse souhaite offrir un spectacle le plus « magique » possible en utilisant complètement toute la salle, sans se restreindre.

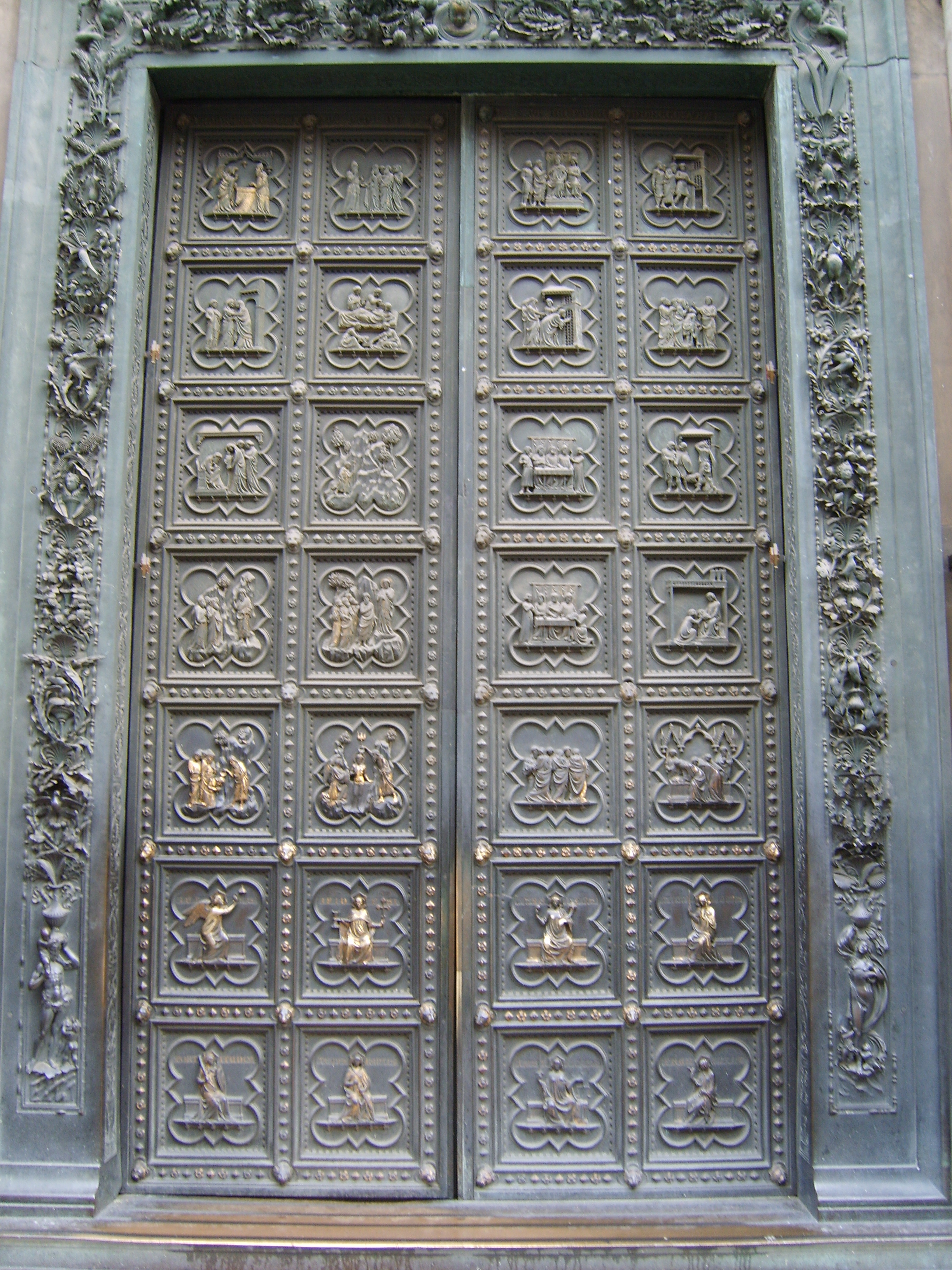
Les portes du Baptistère Saint-Jean de Florence.

En guise de décor, elle imagine notamment une scène entièrement dissimulée derrière d'immenses portes (une réplique des portes du baptistère Saint-Jean de Florence), ainsi qu'une deuxième scène centrale en forme de croix de Malte, reliée à la scène principale par une passerelle amovible.
Elle fait appel à Mark Fisher, le scénographe de U2, qui déclarera : « Nous avons travaillé en étroite collaboration. Mylène et Laurent avaient tous les deux des idées fortes et précises concernant le show. Parfois, Mylène faisait des croquis de ce qu'elle voulait. Ils avaient tous les deux la même façon de concevoir le spectacle et ce qu'il devait rendre. J'ai proposé mes propres idées et après en avoir discuté tous les trois, j'ai réalisé mes propres croquis ».
Deux troupes de danseurs sont sélectionnées : huit danseuses afro-américaines de New York ainsi que sept frères espagnols, Los Vivancos. Parmi les musiciens, Yvan Cassar et Abraham Laboriel Junior, déjà présents sur les deux précédentes tournées, font de nouveau partie de l'aventure, tout comme le concepteur-lumière Fred Péveri.

Les images de scène sont confiées à Alain Escalle, réalisateur du court-métrage Le Conte du monde flottant qui sera diffusé en première partie du spectacle.
Les tenues de scène sont créées par le styliste Franck Sorbier et la coiffure de Mylène Farmer est confiée à John Nollet, qui imagine une coupe de cheveux inspirée du Petit Prince d'Antoine de Saint-Exupéry.

### Affiche
La photo de l'affiche, signée par Robin, présente Mylène Farmer debout, devant un fond noir, portant une robe représentant des gouttes de sang (robe que la chanteuse avait déjà portée lors d'une prestation télévisée pour Souviens-toi du jour... en 1999).

L'image de la chanteuse est modifiée dans une coloration rouge.

## Description du spectacle
Composé de 21 titres, ce spectacle comprend :
- dix titres issus de l'album Avant que l'ombre... : les singles Fuck Them All, Q.I, Redonne-moi, L'Amour n'est rien... et Peut-être toi, mais également Avant que l'ombre..., Dans les rues de Londres, Porno Graphique, Ange, parle-moi et Nobody Knows ;
- des titres présents sur les albums Ainsi soit je... (Sans contrefaçon, Déshabillez-moi), L'Autre... (Désenchantée, L'autre, Je t'aime mélancolie), Anamorphosée (XXL, California, Rêver) ainsi que sur la compilation Les mots (Les mots, C'est une belle journée)
- un titre instrumental, servant d'introduction.

Ainsi soit je... a été chanté les 13, 14 et 21 janvier, et a été remplacé par L'autre les dix autres soirs.

### Liste des chansons
| No  | Titre                                      | Paroles       | Musique                            | Durée |
| --- | ------------------------------------------ | ------------- | ---------------------------------- | ----- |
| 1.  | Introduction                               |               | Laurent Boutonnat                  |       |
| 2.  | Peut-être toi                              | Mylène Farmer | Laurent Boutonnat                  |       |
| 3.  | XXL                                        | Mylène Farmer | Laurent Boutonnat                  |       |
| 4.  | Dans les rues de Londres                   | Mylène Farmer | Laurent Boutonnat                  |       |
| 5.  | California                                 | Mylène Farmer | Laurent Boutonnat                  |       |
| 6.  | Porno Graphique                            | Mylène Farmer | Laurent Boutonnat                  |       |
| 7.  | Sans contrefaçon                           | Mylène Farmer | Laurent Boutonnat                  |       |
| 8.  | Q.I                                        | Mylène Farmer | Laurent Boutonnat                  |       |
| 9.  | C'est une belle journée                    | Mylène Farmer | Laurent Boutonnat                  |       |
| 10. | Ange, parle-moi                            | Mylène Farmer | Laurent Boutonnat                  |       |
| 11. | Redonne-moi                                | Mylène Farmer | Laurent Boutonnat                  |       |
| 12. | Rêver                                      | Mylène Farmer | Laurent Boutonnat                  |       |
| 13. | L'autre                                    | Mylène Farmer | Laurent Boutonnat                  |       |
| 14. | Désenchantée                               | Mylène Farmer | Laurent Boutonnat                  |       |
| 15. | Nobody Knows                               | Mylène Farmer | Laurent Boutonnat                  |       |
| 16. | Je t'aime mélancolie                       | Mylène Farmer | Laurent Boutonnat                  |       |
| 17. | L'Amour n'est rien...                      | Mylène Farmer | Mylène Farmer et Laurent Boutonnat |       |
| 18. | Déshabillez-moi                            | Robert Nyel   | Gaby Verlor                        |       |
| 19. | Les mots (en duo avec Abraham Laboriel Jr) | Mylène Farmer | Laurent Boutonnat                  |       |
| 20. | Fuck Them All                              | Mylène Farmer | Laurent Boutonnat                  |       |
| 21. | Avant que l'ombre...                       | Mylène Farmer | Laurent Boutonnat                  |       |

### Résumé du spectacle
Après la diffusion du Conte du monde flottant d'Alain Escalle, un court-métrage de 24 minutes sur le bombardement atomique d'Hiroshima, la salle est plongée dans le noir. D'immenses portes encerclent la scène, cachant complètement le décor.

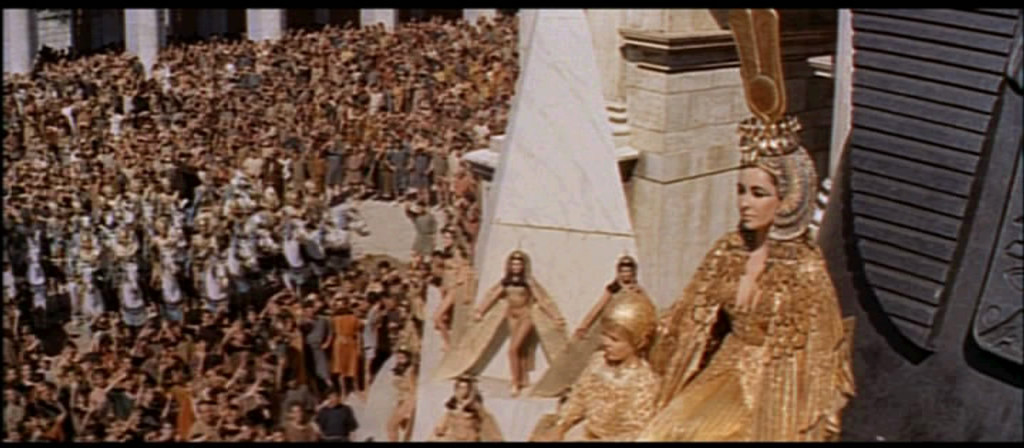
La tenue d'Elizabeth Taylor dans Cléopâtre a inspiré le premier costume du spectacle.

Un « Shut up » retentit, suivi par des chants grégoriens, tandis que des lumières rouges éclairent le public. La musique monte en intensité, devenant de plus en plus electro, jusqu'à ce que retentisse un nouveau « Shut up » : le plafond au centre de la salle s'illumine, dévoilant dans les airs un sarcophage en verre dans lequel est enfermée Mylène Farmer. Sur la musique de Peut-être toi, le sarcophage descend lentement et se pose sur la scène centrale en forme de Croix de Malte, laquelle projette des animations de couleur rouge. Six hommes, vêtus de manteaux aux motifs égyptiens, montent sur la scène centrale et soulèvent le sarcophage dans lequel Mylène Farmer est immobile, les yeux fermés, afin de le transporter vers la scène principale. Les deux portes monumentales s'ouvrent, tandis qu'un pont descend du plafond, reliant les deux scènes. Après avoir déposé le sarcophage au centre de la scène principale, celui-ci se redresse à la verticale. Vêtue d'une tenue dorée ornée de joyaux, inspirée par le film Cléopâtre, Mylène Farmer ouvre les yeux et en sort pour interpréter Peut-être toi. Derrière elle, se situent deux écrans géants amovibles, qui finissent par se diviser pour en former quatre.
Alors que les riffs de XXL se mettent à résonner sous des lumières violettes, deux plateformes s'élèvent au niveau de l'arrière-scène, faisant apparaître les musiciens et les choristes. Après avoir chanté XXL, Mylène Farmer enchaîne avec Dans les rues de Londres, un titre en hommage à Virginia Woolf. Des projecteurs illuminent en mosaïque une partie du décor en fond de scène, semblable aux piliers d'un temple. Sur les écrans géants sont diffusées des images d'une silhouette s'animant sous les pages d'un livre.

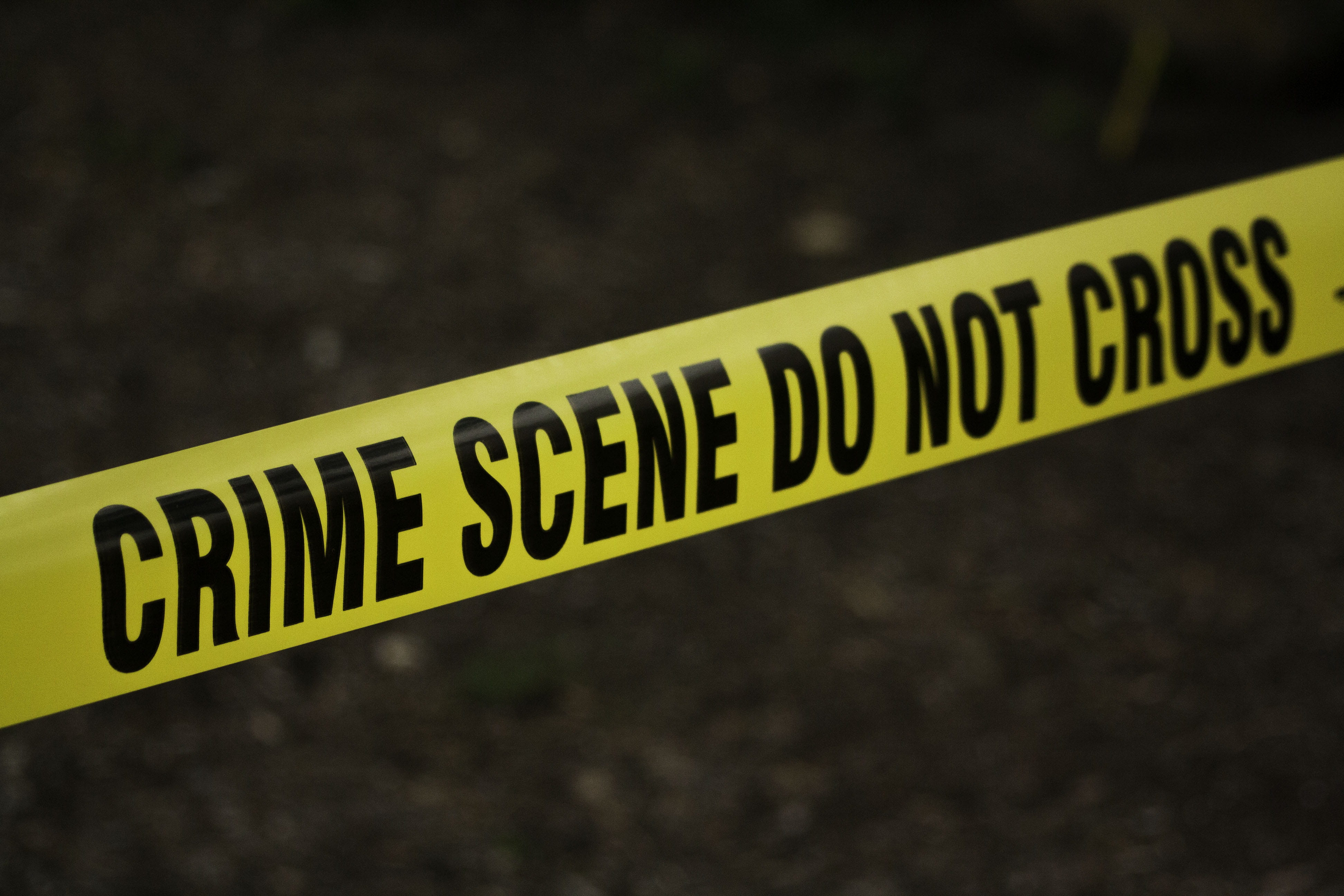
Les bandeaux "en".

Des voix de policiers parlant dans un talkie-walkie retentissent dans la salle, tandis que sur la scène centrale et les écrans géants sont projetées des images de bandeaux "Crime Scene Do Not Cross", rappelant une des scènes du clip California. Mylène Farmer, qui a enlevé sa cape, interprète le titre de façon sensuelle, en haut de la première partie d'un escalier qui s'avance vers le public.
Juchée sur une plateforme au centre de la scène, elle entonne ensuite Porno Graphique, effectuant une chorégraphie saccadée devant un écran géant qui diffuse des images rappelant une opération chirurgicale. Alors que la plateforme s'abaisse, sept danseurs vêtus de noir s'alignent au fond de la scène, avant de descendre l'escalier central. Mylène Farmer s'éclipse, laissant les danseurs effectuer une chorégraphie dynamique inspirée du flamenco.

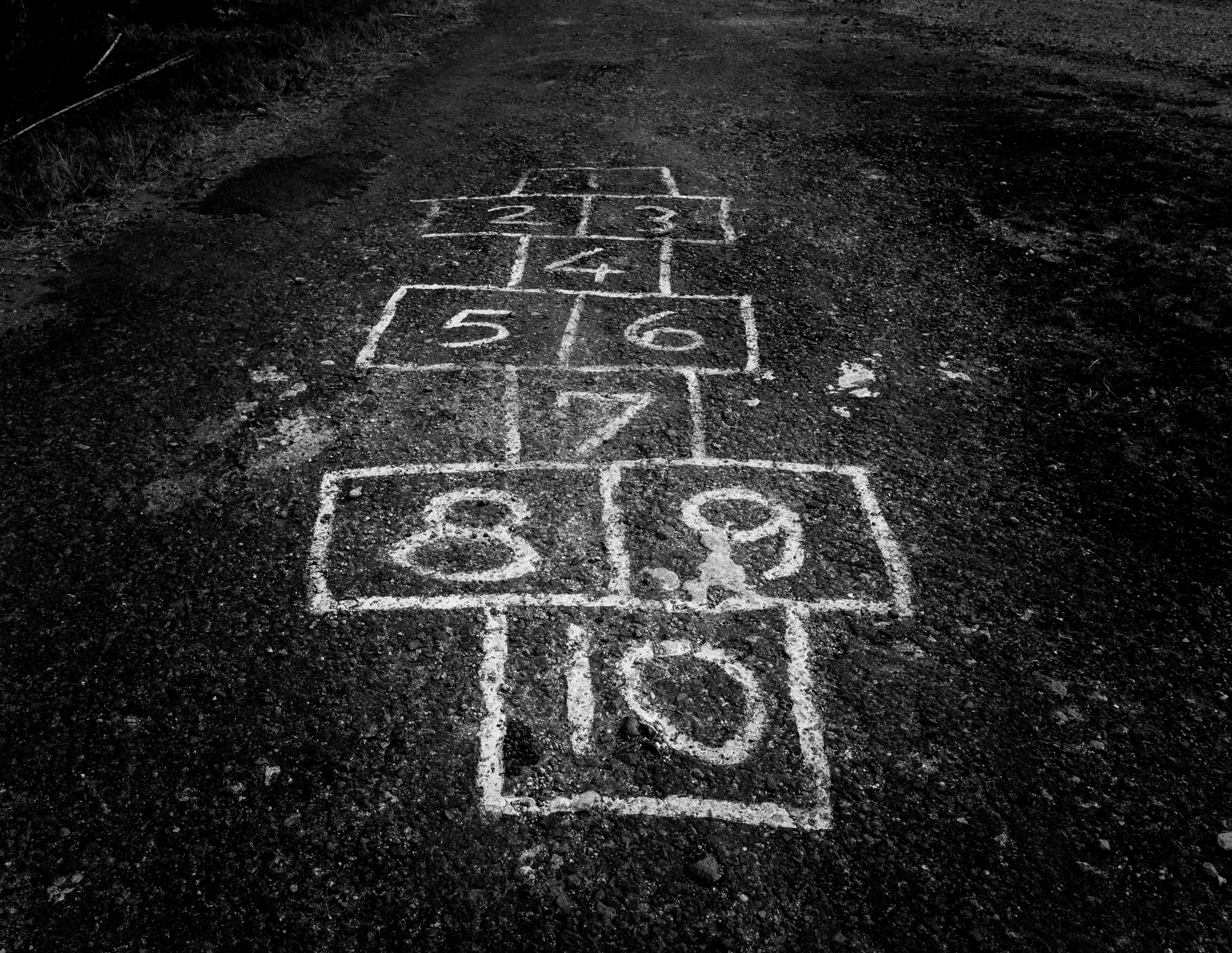
Un dessin de marelle.

Sous une lumière bleutée, de petite notes jouées par un carillon se mettent à tinter et une marelle apparaît sur la scène centrale. Sans contrefaçon démarre, dévoilant huit danseuses afro-américaines portant costume noir avec des carreaux colorés ainsi que des chapeaux pourpres. Mylène Farmer les rejoint, vêtue d'un haut-de-forme et d'un tutu noirs, et entame avec elles la chorégraphie du titre.
Afin d'interpréter Q.I., la chanteuse enlève ensuite son chapeau et son tutu, tandis que les danseuses enlèvent chapeaux et costume. En body noir et bas résille, elles effectuent une chorégraphie avec de larges mouvements de bras, pouvant rappeler le ballet du Lac des cygnes.

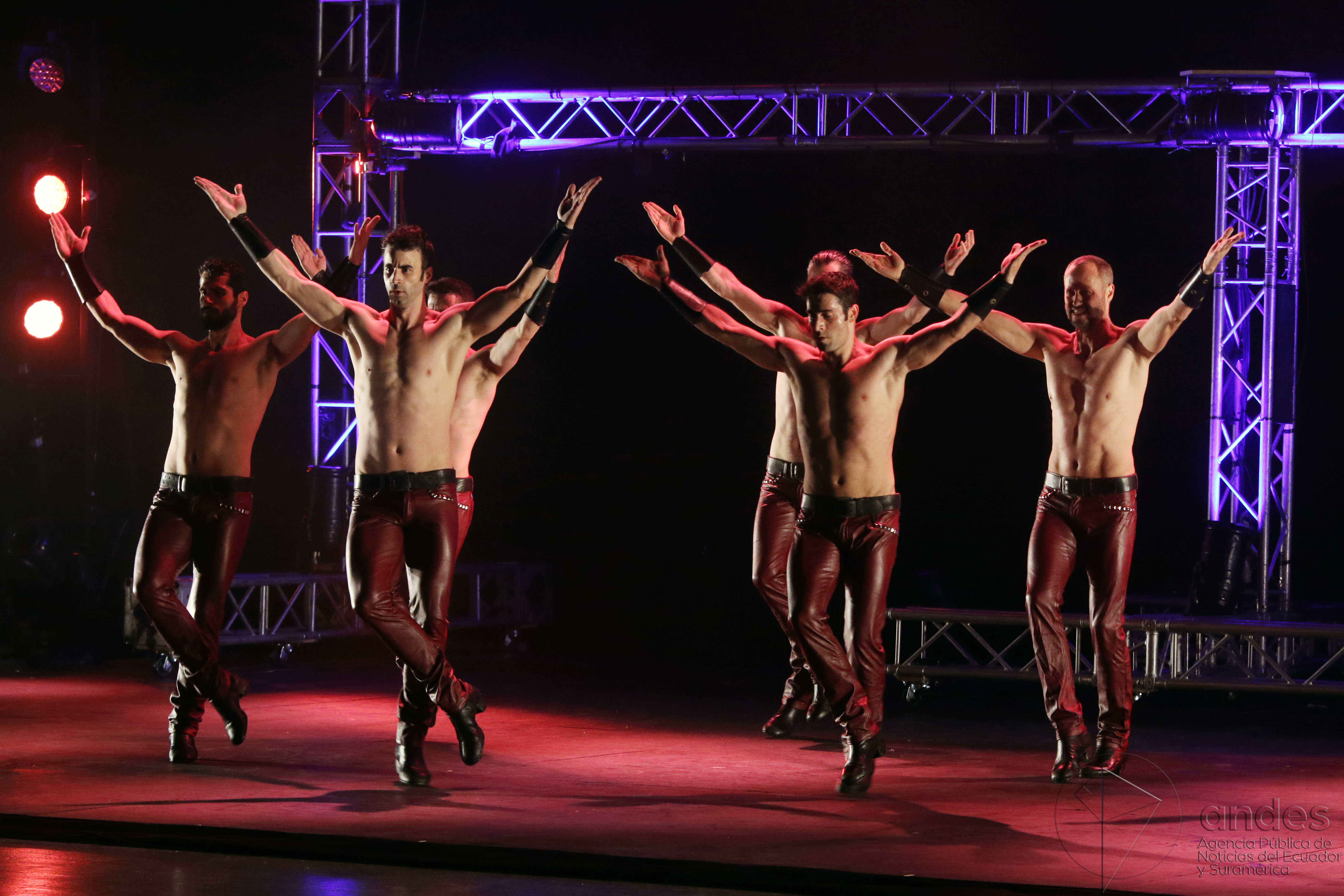
Los Vivancos.

Les lettres CUBJ (abréviation du titre C'est une belle journée) apparaissent sur l'écran, suivies par des dessins issus du clip de la chanson. Mylène Farmer et ses danseuses entament une chorégraphie sautillante sous des lumières multicolores. À la fin de la chanson, après qu'elles se sont retirées, les musiciens jouent un instrumental aux sonorités orientales, sur lequel Los Vivancos reviennent exécuter une chorégraphie dynamique, sous des lumières chaudes.
Un bruit de tonnerre retentit ensuite, alors que des stroboscopes imitent des éclairs. Une trappe s'entrouvre sur la scène centrale en forme de Croix de Malte, faisant se retourner un piano à queue. Yvan Cassar s'avance et commence à jouer quelques notes. Mylène Farmer apparaît alors au-dessus de la foule, sur une nacelle reproduisant un chandelier, et se met à chanter Ange, parle-moi dans une tenue violette composée de cuissardes et d'une traîne. Après avoir survolé le public, elle se pose sur la scène centrale qui projette des images de vitraux.

Seule sur scène avec Yvan Cassar, elle interprète ensuite Redonne-moi et Rêver en piano-voix, finissant souvent submergée par l'émotion.

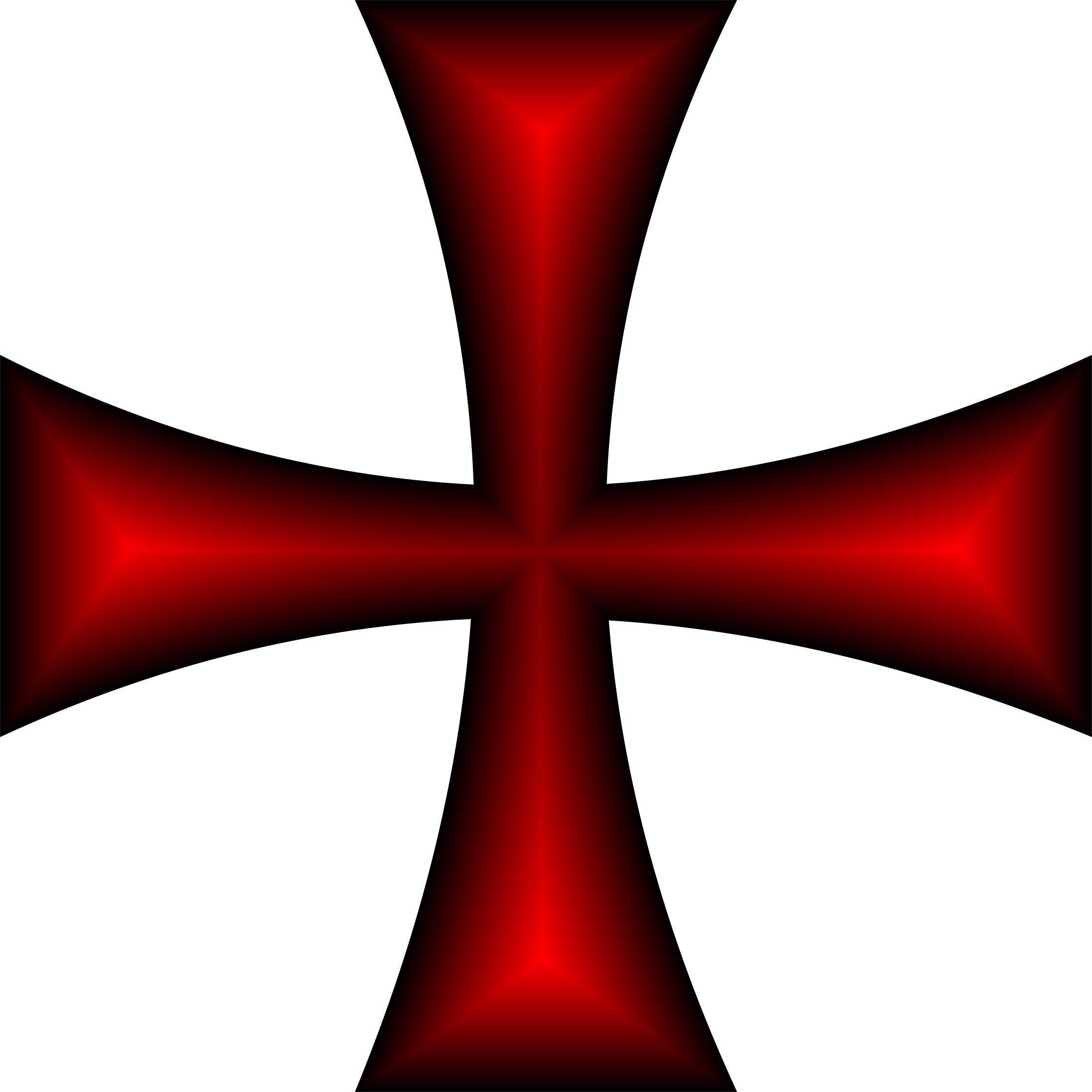
Une Croix de Malte.

Abraham Laboriel Junior les rejoint pour L'autre, toujours dans une version intimiste. Mylène Farmer fait alors monter une personne du public sur scène, l'étreignant et terminant la chanson avec elle.
Le rythme change dès que retentissent les premières notes de Désenchantée. Les danseuses montent sur la scène centrale pour effectuer la chorégraphie du titre avec la chanteuse, et des images psychédéliques sont projetées sur les écrans. Au milieu de la chanson, le pont redescend du plafond, permettant aux choristes et aux autres musiciens de les rejoindre. Mylène Farmer les présente un par un, et emprunte à son tour le pont afin de retourner sur la scène principale.
L'ambiance se fait plus sombre pour le titre suivant, Nobody Knows, pour lequel des voiles en dentelles entourent les écrans géants qui diffusent des images de plage dans des tons sépia.
Cinq immenses colonnes de tissu descendent du plafond jusqu'à la scène pour Je t'aime mélancolie. À l'intérieur de ces colonnes, Mylène Farmer et des danseuses entament la chorégraphie en s'élevant sur des plateformes. La chanteuse rejoint ensuite les autres danseuses sur scène, vêtue de cuissardes, d'une culotte et d'un soutien-gorge en dentelle noirs, par-dessus lesquels elle porte une veste assortie.

Elle interprète ensuite L'Amour n'est rien... sous un éclairage violet, jouant avec ses musiciens et ses choristes. Les colonnes de tissu, qui ont désormais leur extrémité retournée, se rétractent et s'allongent successivement.
Le rythme se fait alors plus electro-rock : seule face à un micro sur pied, Mylène Farmer reprend Déshabillez-moi, multipliant les poses lascives.

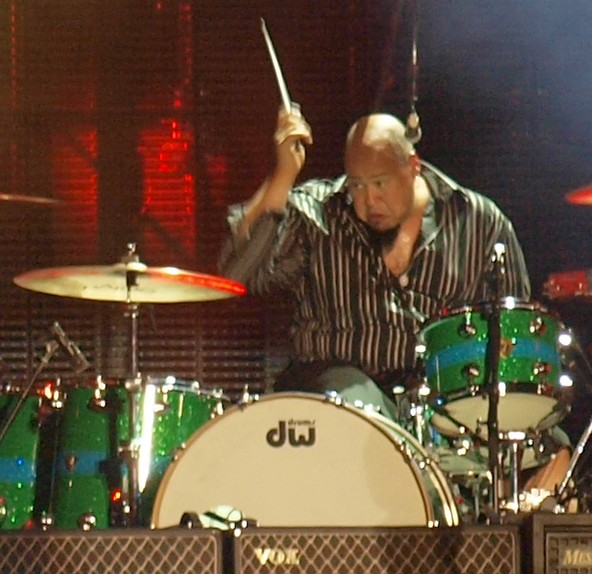
Le batteur Abraham Laboriel Junior.

Tandis que débute la mélodie de Les mots, les écrans géants projettent des images d'océan déchaîné, rappelant le clip. Mylène Farmer commence le titre et est rejointe par son batteur Abraham Laboriel Junior, qui chante la partie de Seal. Le visage de chacun est projeté sur un écran géant respectif qui finira par ne former qu'un seul écran.
Pour Fuck Them All, les écrans diffusent des images dans des tons rouges présentant des inscriptions évoquant la guerre. La chanteuse est entourée des Vivancos, les danseuses restant en retrait, cachées sous les manches de leurs kimonos violets. Alors que Los Vivancos effectuent une chorégraphie énergique, basée sur la séduction et la représentation, les danseuses restent en arrière-plan, déployant simplement leurs bras avec grâce. À la fin du titre, le pont redescend pour relier la scène principale à la scène centrale : la chanteuse l'emprunte, suivie par Los Vivancos et les danseuses. Mylène Farmer présente les deux troupes et salue le public avant de regagner la scène principale.

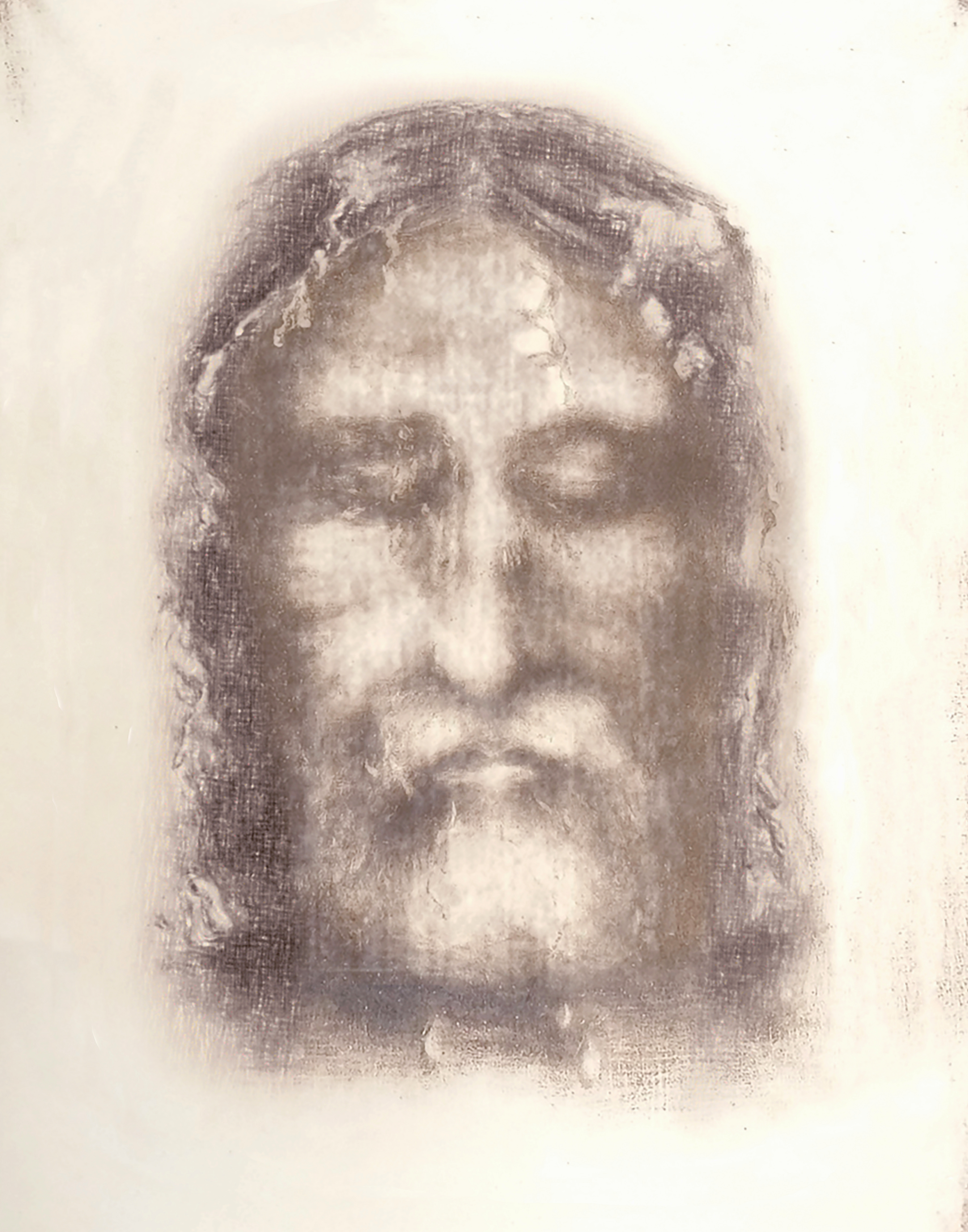
Le Suaire de Turin.

Après quelques instants d'obscurité, Mylène Farmer réapparaît, seule au centre de la scène, portant une robe rouge ornée de perles, inspirée par un des costumes de Franck Sorbier pour l'opéra La traviata. Son visage est projeté sur un rideau d'eau placé entre elle et le public. Les premières notes d'Avant que l'ombre... démarrent. Deux écrans diffusent des silhouettes rappelant le Suaire de Turin. La chanteuse s'avance, le rideau d'eau s'entrouvre et le décor s'illumine derrière elle : un immense escalier, entouré de chandeliers à tête de cobra. Lorsqu'elle prononce la phrase « Laisser le passé redevenir le passé », le mot « Passé » se forme derrière elle en gouttes d'eau et réapparaît à chaque répétition. Mylène Farmer se retourne et commence à gravir les marches, tandis que le rideau d'eau se referme et forme sa silhouette (reproduisant l'affiche de la tournée). Arrivée à mi-hauteur de l'escalier, toujours de dos, elle enlève sa robe et la laisse tomber, se retrouvant quasiment nue. Au sommet des marches, entourée de fumée et en contre-jour d'un projecteur, elle se retourne et lève son bras pour saluer le public une dernière fois.

Les immenses portes qui cachaient la scène au début de spectacle se mettent alors à se refermer.

## Déroulement de la série de concerts
Le montage du décor et de l'infrastructure s'effectue à partir du 22 décembre 2005 à Bercy et nécessite sept jours d'installation. Après avoir répété durant deux semaines au Studio Planet Live à Bondy, la chanteuse entame les répétitions à Bercy le 30 décembre 2005. Entre cette date et le soir de la première, la chanteuse, dans un souci de perfection, donnera huit concerts dans les conditions du direct, face à une salle vide.
Mylène Farmer se produit du 13 au 29 janvier 2006 à Bercy durant 13 soirs, tous complets, réunissant plus de 170 000 spectateurs.

Du fait de son infrastructure (un rideau d'eau, une réplique des portes du baptistère Saint-Jean, un sarcophage de verre et une nacelle survolant le public, deux scènes – dont une centrale en forme de croix de Malte – reliées par une passerelle amovible...), celui-ci n'a pu être présenté en province.

### Liste des dates
| Date            | Ville | Pays   | Lieu                             | Affluence                                                                        |
| --------------- | ----- | ------ | -------------------------------- | -------------------------------------------------------------------------------- |
| 13 janvier 2006 | Paris | France | Palais Omnisports de Paris-Bercy | Plus de 13 000 spectateurs par soir (complet), soit 170 000 spectateurs au total |
| 14 janvier 2006 | Paris | France | Palais Omnisports de Paris-Bercy | Plus de 13 000 spectateurs par soir (complet), soit 170 000 spectateurs au total |
| 15 janvier 2006 | Paris | France | Palais Omnisports de Paris-Bercy | Plus de 13 000 spectateurs par soir (complet), soit 170 000 spectateurs au total |
| 17 janvier 2006 | Paris | France | Palais Omnisports de Paris-Bercy | Plus de 13 000 spectateurs par soir (complet), soit 170 000 spectateurs au total |
| 18 janvier 2006 | Paris | France | Palais Omnisports de Paris-Bercy | Plus de 13 000 spectateurs par soir (complet), soit 170 000 spectateurs au total |
| 20 janvier 2006 | Paris | France | Palais Omnisports de Paris-Bercy | Plus de 13 000 spectateurs par soir (complet), soit 170 000 spectateurs au total |
| 21 janvier 2006 | Paris | France | Palais Omnisports de Paris-Bercy | Plus de 13 000 spectateurs par soir (complet), soit 170 000 spectateurs au total |
| 22 janvier 2006 | Paris | France | Palais Omnisports de Paris-Bercy | Plus de 13 000 spectateurs par soir (complet), soit 170 000 spectateurs au total |
| 24 janvier 2006 | Paris | France | Palais Omnisports de Paris-Bercy | Plus de 13 000 spectateurs par soir (complet), soit 170 000 spectateurs au total |
| 25 janvier 2006 | Paris | France | Palais Omnisports de Paris-Bercy | Plus de 13 000 spectateurs par soir (complet), soit 170 000 spectateurs au total |
| 27 janvier 2006 | Paris | France | Palais Omnisports de Paris-Bercy | Plus de 13 000 spectateurs par soir (complet), soit 170 000 spectateurs au total |
| 28 janvier 2006 | Paris | France | Palais Omnisports de Paris-Bercy | Plus de 13 000 spectateurs par soir (complet), soit 170 000 spectateurs au total |
| 29 janvier 2006 | Paris | France | Palais Omnisports de Paris-Bercy | Plus de 13 000 spectateurs par soir (complet), soit 170 000 spectateurs au total |

## Accueil critique
- « De l'arrivée prenante à la superbe sortie, chacune de la vingtaine de chansons au répertoire du concert aligne une ou deux, parfois trois, bonnes idées de mise en espace, en son, en lumières. Cela pourrait lasser à force de trop solliciter l’œil et l'oreille. Mais Mylène Farmer 2006 ne se laisse pas dépasser par ce gigantisme, l'un des travers de certains moments de ses deux précédents spectacles. Même pour des tableaux réglés à la seconde, elle ne semble pas contrainte par ces effets de scène. [...] L'assurance vocale dont témoignait Avant que l'ombre... est confirmée. Mylène Farmer contrôle l'émission de poitrine et celle de tête, tient son souffle, vocalement détendue. L'orchestre, mené par le pianiste Yvan Cassar, a des finesses bienvenues. Et le batteur Abraham Laboriel Jr, qu'on a entendu plus mécanique, se révèle fluide. Mylène Farmer, de bout en bout du spectacle, est rieuse, en forme, conquérante. [...] Il faudra attendre la probable parution d'un DVD souvenir pour revivre ou découvrir ce qui, à ce jour, est l'entreprise la plus ambitieuse menée par une chanteuse en France. » (Le Monde)[9]
- « Son show à la mégalo fascinante, ses décors (d'inspiration mi-perse, mi-thaïe) ne l'écrasent jamais. Au contraire, elle surfe plutôt avec autorité sur la pyramide néo-aztèque qui emplit d'un coup le fond de la scène. Qu'elle chante accompagnée d'un seul piano ou encadrée de danseurs flamencos, les refrains de Mylène Farmer séduisent sans forcer [...] Même ceux qui émettent des doutes regretteront d'avoir raté ça. » (Le Journal du dimanche)[17]
- « On a ronchonné çà et là que Mylène aurait pu prendre la route [...]. Il faut bien admettre maintenant que ce spectacle ne peut qu'être joué à Bercy : décor immense, long prolongement de la scène dans la salle, nacelles naviguant au-dessus du public, effets spéciaux impressionnants... Une fois de plus, elle se montre un cran au-dessus des normes françaises en ce qui concerne les ambitions scéniques, dans le fond comme dans la forme. » (Le Figaro)[18]
- « Alors qu'elle nous avait séduits les fois précédentes, lors du Mylenium Tour par exemple, elle manque ici de singularité et d'énergie. Dans ce décor pharaonique aux lumières somptueuses, on est en droit d'attendre un show gonflé à bloc à la Madonna. Or c'est une Farmer paresseuse qui mène la revue dans un univers passablement banalisé de variété tout venant. » (France-Soir)[19]
- « C'est le b.a-ba du show : soigner l'entrée et la sortie... Là, Mylène Farmer a réussi au-delà de toute espérance : l'une comme l'autre sont de toute beauté. Sans discussion. [...] Entre les deux, une Mylène bien vivante et même vivifiante, à l'aise, radieuse, souriante, à l'exact opposé de son image de belle ténébreuse. Et une mise en scène féérique. » (La Meuse)[20]
- « Si elle n'est pas exempte de reproches (un court-métrage soporifique en guise de première partie, une scène centrale en forme de croix de Malte trop peu exploitée, des guitares qui sonnent comme du Heavy FM, des écrans lilliputiens), la prestation de Mylène Farmer réduit pourtant à néant les épures visuelles proposées en Live par les Zazie, Calogero et autres M. Pour la comparaison et les références, il faudra chercher plutôt du côté de Madonna ou des spectacles mis en scène à Las Vegas par notre Franco Dragone national. » (Télé Moustique)[21]
- « Mylène Farmer ne se produit pas souvent en public, mais force est de constater que lorsqu'elle le fait, cela reste dans les annales. Rien n'aura été trop beau, qu'il s'agisse des décors, de la mise en scène, de la diffusion sonore et bien sûr de la lumière et de la vidéo. On ne peut que dire bravo, tant les prestations se sont avérées de haut niveau et le spectacle bluffant. » (Sono Magazine)[22]
- « Devant des fans du monde entier, "La" Farmer propose un spectacle en 3D. Décoiffant, dévastateur et délirant. » (Midi libre)[23]
- « Une scénographie tâchant de trouver un sens et de l'émotion dans une succession de tableaux totalement disparates et sans cohésion. Un fourre-tout où des geishas côtoient des danseurs flamencos, où des choristes habillées en nonnes accompagnent une sorte de magicien pianiste qui se croit dans un opéra de Wagner. » (Libération)[24]
- « Seul un observateur détaché peut estimer que quelques titres en moins auraient allégé et renforcé le spectacle. Mais il faut être méchamment blasé pour ne pas être touché et impressionné par ce show énorme. [...] Yvan Cassar, au piano et à la direction musicale, est le grand prêtre de ce banquet délirant. Laurent Boutonnat s'est déchaîné dans une mise en scène optant pour un Light-show englobant toute la salle et un son surround impeccable. Chaque chanson est un tableau haut en couleur, les chorégraphies sont parfaites et, pour contrebalancer un peu cette mégalomanie, Mylène Farmer prouve en duo voix-piano, seule sur scène, qu'elle a une voix qui touche sans fard. Son parfait, images faisant appel aux technologies les plus modernes : ce show à Bercy fera date. » (Le Soir)[25]

## Crédits
| - Conception et direction artistique : Mylène Farmer et Laurent Boutonnat - Production du spectacle et management : Thierry Suc - Direction musicale et arrangements : Yvan Cassar - Claviers : Yvan Cassar et Eric Chevalier - Guitares : Peredur Ap Gwynedd et Milton Mc Donald - Basse : Paul Bushnell - Batterie : Abraham Laboriel Junior - Percussions : Nicolas Montazaud - Choristes : Esther Dobonga'Na Essiene et Johanna Manchec - Conception du décor : Mark Fisher (Stufish Co) - Conception des images : Alain Escalle pour Cheval de Troie - Conception des lumières : Fred Péveri - Son salle : Stéphane Plisson pour la société MAW - Éditions : Paul van Parys pour Requiem Publishing | - Chorégraphies : Mylène Farmer, sauf - C'est une belle journée : Mylène Farmer et Christophe Danchaud - Chorégraphies additionnelles et Fuck Them All : Los Vivancos - Coordinateur chorégraphique : Christophe Danchaud - Danseuses : Ayo Berner Jackson, Christine Dejesus, Khetanya Jati Henderson, Tiffany Howard, Sharaya Howell, Edara Johnson, Christianna Toler, Naimah Willoughby - Danseurs : Los Vivancos (Aaron, Cristo, Josué, Israel, Josua, Elias et Judah Vivancos) - Création des costumes : Franck Sorbier Haute Couture - Coiffure : John Nollet - Maquillage : Carole Lasnier - Préparateur physique de Mylène Farmer : Hervé Lewis - Coaching vocal : Malcolm Walker - Photos : Claude Gassian |

## Album et vidéoLive

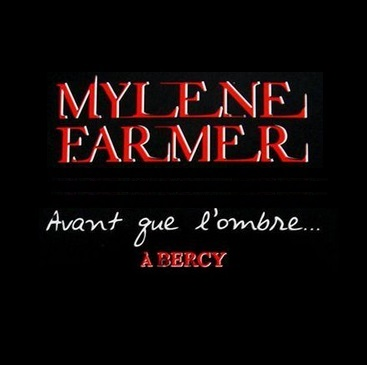
Logo de l'album Avant que l'ombre... À Bercy.

Enregistré au Palais omnisports de Paris-Bercy en janvier 2006, l'album et la vidéo Avant que l'ombre... À Bercy paraissent le 4 décembre 2006, avec en guise de premier extrait la version Live du titre Avant que l'ombre..., dont la version originale était présente sur l'album du même nom.
Dès sa sortie, le CD se classe n°1 du Top Albums. En trois semaines, il s'écoule à plus de 150 000 exemplaires et est certifié disque d'or en France, où il dépasse les 200 000 ventes.
Le DVD du spectacle, certifié DVD de diamant dès sa sortie, connaît un succès encore plus important, avec 300 000 ventes en trois semaines. Il a depuis atteint les 500 000 exemplaires, devenant ainsi le record du DVD musical le plus vendu par une artiste française.